# Kévin Olimpa
Kévin Jacques Olimpa (Parigi, 10 marzo 1988) è un ex calciatore francese, di ruolo portiere.

## Carriera

### Club
Con il Bordeaux ha vinto la Ligue 1 2008-2009 e la Coppa di Lega 2008-2009. L'unica presenza ottenuta in campionato è quella dell'8 novembre 2008 nel 2-0 contro l'Auxerre.
Il 30 giugno 2009 è stato ufficializzato il suo prestito all'Angers, in Ligue 2. Al termine del prestito ritorna al Bordeaux. Nella stagione 2010-2011, in assenza dei portieri Cédric Carrasso ed Ulrich Ramé, ha giocato come portiere titolare nelle prime 2 giornate di Ligue 1.

## Palmarès

### Club

#### Competizioni nazionali
- Campionato francese: 1

Bordeaux: 2008-2009
- Coppa di Lega francese: 1

Bordeaux: 2008-2009
- Coppa di Francia: 1

Bordeaux: 2012-2013